# Set mil
7000 (set mil) és el nombre natural següent a 6999 i anterior a 7001. S'escriu 7000 en el sistema de numeració àrab i VMM en el romà. En el sistema binari és 1101101011000, en l'octal és 15530 i en l'hexadecimal és 1B58. La seva factorització en nombres primers és 2³ × 5³ × 7. Designa l'any 7000 o el 7000 aC.

## Nombres seleccionades entre 7001-9999

### 7001 a 7099
- 7021 - número triangular
- 7043 - Nombre primer de Sophie Germain
- 7056 - 84 ²
- 7057 - primer cubà de la forma x = y + 1,[1] superprim
- 7073 - Nombre de Leyland[2]
- 7079 - Sophie Germain prim, segur

### 7100 al 7199
- 7103 - Nombre primer de Sophie Germain
- 7106 - número octaèdric[3]
- 7109 : primer super i primer atractiu amb 7103
- 7121 - Sophie Germain principal
- 7140 - nombre triangular, també un nombre PRONIC i, per tant, 71402 = 3570 també és un nombre triangular, nombre tetraèdrica[4]
- 7151 - Nombre primer de Sophie Germain
- 7187 - primer segur
- 7192 - número estrany[5]
- 7193 - Nombre primer de Sophie Germain, superprim

### 7200 a 7299
- 7200 - número piramidal pentagonal[6]
- 7211 - Nombre primer de Sophie Germain
- 7225 - 85 ², nombre octogonal centrat[7]
- 7230 - 36 ² + 37 ² + 38 ² + 39 ² + 40 ² = 41 ² + 42 ² + 43 ² + 44 ²
- 7246 - número heptagonal centrat[8]
- 7247 - primer segur
- 7260 - número triangular
- 7267 : nombre decagonal[9]
- 7272 - Nombre de Kaprekar[10]
- 7283 - super-prime
- 7291 : número no agonal

### 7300 a 7399
- 7349 - Nombre primer de Sophie Germain
- 7351 : superprima, primer cubà de la forma x = y + 1[1]
- 7381 - número triangular
- 7385 - Número de Keith[11]
- 7396 - 86 ²

### 7400 a 7499
- 7417 - súper prim
- 7433 - Nombre primer de Sophie Germain
- 7471 : número de cub centrat[12]
- 7481 : súper primer, cosí primer

### 7500 a 7599
- 7503 - número triangular
- 7523 - primer equilibrat, primer segur, súper primer
- 7537 : primer de la forma 2p-1
- 7541 - Nombre primer de Sophie Germain
- 7559 - primer segur
- 7560 - nombre altament compost[13]
- 7561 - Número de Markov[14]
- 7568 - número heptagonal centrat
- 7569 - 87 ², nombre octogonal centrat[7]
- 7583 - primer equilibrat

### 7600 a 7699
- 7607 - primer segur, superprima
- 7612 : número decagonal[9]
- 7614 : número no agonal
- 7626 - número triangular
- 7643 - Nombre primer de Sophie Germain i segur
- 7647 - Número de Keith[11]
- 7649 - Nombre primer de Sophie Germain, superprim
- 7691 - Nombre primer de Sophie Germain
- 7699 - super-prime, emirp, suma dels primers 60 nombres primers

### 7700 a 7799
- 7703 - primer segur
- 7714 - número piramidal quadrat[15]
- 7727 - primer segur
- 7739 - membre de la seqüència Padova[16]
- 7744 - 88 ², palíndrom quadrat que no acaba en 0
- 7750 - número triangular
- 7753 - super-prime
- 7770 - número tetraèdric[4]
- 7776 - 6 ⁵
- 7777 - Nombre de Kaprekar[10]

### 7800 a 7899
- 7810 - ISO / IEC 7810 és la norma ISO per a les característiques físiques de les targetes d'identificació
- 7823 - Sophie Germain, primer segur, primer equilibrat
- 7825 - constant màgica de n × n quadrat màgic normal i n-Queens Problema per a n = 25. També el primer contraexemple del problema de triples pitagòriques booleanes .
- 7841 - Nombre primer de Sophie Germain, equilibrat i superprim
- 7875 - número triangular
- 7883 - Nombre primer de Sophie Germain, superprim
- 7897 - número heptagonal centrat

### 7900 a 7999
- 7901 - Nombre primer de Sophie Germain
- 7909 - Número de Keith[11]
- 7912 - número estrany[5]
- 7919 - milèsima primera[17]
- 7920 : l'ordre del grup M Mathieu, 11, el grup simple esporàdic més petit
- 7921 - 89 ², número octogonal centrat
- 7944 - número no agonal
- 7957 : número de superpuleta[18]
- 7965 - número decagonal[9]
- 7979 - nombre altament cototient